# Masahiro Momitani
Masahiro Momitani (籾谷 真弘 Momitani Masahiro?), född 2 juni 1981 i Osaka prefektur, är en japansk före detta fotbollsspelare.
Momitani började sin karriär 2000 i Cerezo Osaka. 2002 flyttade han till Thespa Kusatsu. Efter Thespa Kusatsu spelade han för AC Nagano Parceiro. Han avslutade karriären 2012.